# 孔科爾迪亞縣

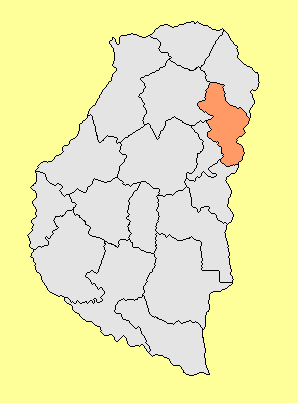

31°23′32″S 58°1′1″W / 31.39222°S 58.01694°W
孔科爾迪亞縣（西班牙語：Departamento Concordia），是阿根廷的縣份，位於該國東北部恩特雷里奧斯省，首府設於康科迪亞，面積3,259平方公里，2010年人口170,033，人口密度每平方公里52.17人。